# Municipio de Bull Head
El municipio de Bull Head (en inglés: Bull Head Township) es un municipio ubicado en el  condado de Greene en el estado estadounidense de Carolina del Norte. En el año 2010 tenía una población de 1.574 habitantes.

## Geografía
El municipio de Bull Head se encuentra ubicado en las coordenadas 35°32′7.58″N 77°46′56.93″O / 35.5354389, -77.7824806.